# مقاطعة عنبر أباد
مقاطعة عنبر أباد (بالفارسية: شهرستان عنبرآباد) هي مقاطعة تقع في إيران في محافظة كرمان. يقدر عدد سكانها بـ 113,751 نسمة .